# Theodora Kroeber
Theodora Kracaw Kroeber Quinn (24 de marzo de 1897 - 4 de julio de 1979) fue una escritora y antropóloga conocida por ser la autora de la historia de Ishi, el último miembro de la tribu yahi de California, y por su recopilación de la tradición oral de varias culturas nativas de California.
Theodora Kracaw nació en Colorado y más tarde se trasladó a California, donde estudió en la Universidad de California, Berkeley. En 1920 obtuvo su título en psicología clínica.
Tras quedar viuda con dos hijos, estudió antropología y contrajo matrimonio con Alfred Kroeber, uno de los más prominentes antropólogos de Estados Unidos en su tiempo y también viudo. Luego de la muerte de éste, Theodora Kroeber escribió su biografía. De su matrimonio con Kroeber nacieron la escritora Ursula K. LeGuin y el profesor Karl Kroeber. Kroeber adoptó también a los hijos de su primer matrimonio: Ted Kroeber y el historiador Clifton Kroeber.

## Libros de Theodora Kroeber
- The Inland Whale. 1959. Indiana University Press, Bloomington.
- Ishi in Two Worlds: A Biography of the Last Wild Indian in North America. 1961. University of California Press, Berkeley.
- Ishi: The Last of His Tribe. 1964. Parnassus Press, Berkeley, California.
- (con Robert F. Heizer) Almost Ancestors: The First Californians. 1968. Sierra Club, San Francisco.
- Alfred Kroeber: A Personal Configuration. 1970. University of California Press, Berkeley.
- (con Robert F. Heizer and Albert B. Elsasser) Drawn from Life: California Indians in Pen and Brush. 1976. Ballena Press, Socorro, New Mexico.
- (con Robert F. Heizer) Ishi, the Last Yahi: A Documentary History. 1979. University of California Press, Berkeley.